# العلاقات الجامايكية السويسرية
العلاقات الجامايكية السويسرية هي العلاقات الثنائية التي تجمع بين جامايكا وسويسرا.

## مقارنة بين البلدين
هذه مقارنة عامة ومرجعية للدولتين:
| وجه المقارنة                                              | جامايكا       | سويسرا                                                                                      |
| --------------------------------------------------------- | ------------- | ------------------------------------------------------------------------------------------- |
| المساحة (كم2)                                             | 10.99 ألف     | 41.28 ألف                                                                                   |
| عدد السكان (نسمة)                                         | 2.95 مليون    | 8.21 مليون                                                                                  |
| الكثافة السكانية (ن./كم²)                                 | 268.43        | 198.89                                                                                      |
| العاصمة                                                   | كينغستون      | برن                                                                                         |
| اللغة الرسمية                                             | لغة إنجليزية  | اللغة الألمانية، اللغة الإيطالية، لغة فرنسية، اللغة الرومانشية، الألمانية السويسرية الموحدة |
| العملة                                                    | دولار جامايكي | فرنك سويسري                                                                                 |
| الناتج المحلي الإجمالي (بليون دولار)                      | 14.77 مليار   | 678.89 مليار                                                                                |
| الناتج المحلي الإجمالي (تعادل القوة الشرائية) بليون دولار | 24.79 مليار   | 518.07 مليار                                                                                |
| الناتج المحلي الإجمالي الاسمي للفرد دولار أمريكي          | 5.23 ألف      | 80.94 ألف                                                                                   |
| الناتج المحلي الإجمالي للفرد دولار أمريكي                 | 8.88 ألف      | 59.54 ألف                                                                                   |
| مؤشر التنمية البشرية                                      | 0.719         | 0.930                                                                                       |
| رمز المكالمات الدولي                                      | +1876         | +41                                                                                         |
| رمز الإنترنت                                              | .jm           | .ch، .swiss ‏                                                                                |
| المنطقة الزمنية                                           | 00            | توقيت وسط أوروبا، ت ع م+01:00، ت ع م+02:00، أوروبا/زيورخ ‏                                   |

## منظمات دولية مشتركة
يشترك البلدان في عضوية مجموعة من المنظمات الدولية، منها:
| علم المنظمة | اسم المنظمة                               | تاريخ انضمام جامايكا | تاريخ انضمام سويسرا |
| ----------- | ----------------------------------------- | -------------------- | ------------------- |
|             | مؤسسة التمويل الدولية                     | 31 مارس 1964         | 29 مايو 1992        |
|             | منظمة حظر الأسلحة الكيميائية              | ?                    | ?                   |
|             | يونسكو                                    | 7 نوفمبر 1962        | 28 يناير 1949       |
|             | الاتحاد الدولي للاتصالات                  | 18 فبراير 1963       | 1866                |
|             | الأمم المتحدة                             | 18 سبتمبر 1962       | 10 سبتمبر 2002      |
|             | منظمة الشرطة الجنائية الدولية             | ?                    | ?                   |
|             | البنك الدولي للإنشاء والتعمير             | 21 فبراير 1963       | 29 مايو 1992        |
|             | الاتحاد البريدي العالمي                   | ?                    | ?                   |
|             | منظمة التجارة العالمية                    | ?                    | ?                   |
|             | المركز الدولي لتسوية المنازعات الاستشارية | 14 أكتوبر 1966       | 14 يونيو 1968       |
|             | وكالة ضمان الاستثمار متعدد الأطراف        | 12 أبريل 1988        | 12 أبريل 1988       |

## وصلات خارجية
- موقع وزارة الخارجية الجامايكية
- موقع وزارة الخارجية السويسرية